# Armutlu (Yalova)
Armutlu ist die Hauptstadt des gleichnamigen Landkreises der türkischen Provinz Yalova und beherbergt 73,4 Prozent der Landkreisbevölkerung, Stand Ende 2020. Sie liegt am Nordende der Bucht von Gemlik (Gemlik Körfezi) und wird in drei Stadtviertel (Mahalle) gegliedert. Laut Stadtsiegel erhielt Armutlu 1950 den Status einer Belediye (Gemeinde).
Der Landkreis Armutlu liegt an der westlichen Spitze der Provinz an der Landzunge Bozburun im Osten des Marmarameeres. Das Kap bildet das westliche Ende der Samanlı Dağları. 25 km westlich von Armutlu liegt die Gefängnisinsel İmralı, die aber zur Provinz Bursa gehört. Der Landkreis Armutlu wurde im Juni 1995 aus dem Bucak des Kreises Gemlik (damalige Provinz Bursa) gebildet. Bei der letzten Volkszählung vor der Gebietsänderung (1990) hatte der Bucak 78.193 Einwohner, wovon 3.201 Einwohner auf den Verwaltungssitz (Bucak Merkezi) Armutlu entfielen.
Ende 2020 umfasste der Landkreis neben der Kreisstadt noch fünf Dörfer (Köy) mit durchschnittlich 527 Bewohnern. Die Palette der Einwohnerzahlen reichte von 1.353 (Fistikli) herunter bis auf 80 (Hayriye). Der Landkreis ist dünn besiedelt und weist mit 59,6 Einw. je km² die geringste Bevölkerungsdichte der Provinz Yalova auf. Auf dem Lande wohnen 26,62 % der Bevölkerung.